# Grézac
Grézac is een gemeente in het Franse departement Charente-Maritime (regio Nouvelle-Aquitaine). De plaats maakt deel uit van het arrondissement Saintes. Grézac telde op 1 januari 2022 951 inwoners.

## Geografie
De oppervlakte van Grézac bedroeg op 1 januari 2022 20,06 vierkante kilometer; de bevolkingsdichtheid was toen 47,4 inwoners per km².
De onderstaande kaart toont de ligging van Grézac met de belangrijkste infrastructuur en aangrenzende gemeenten.

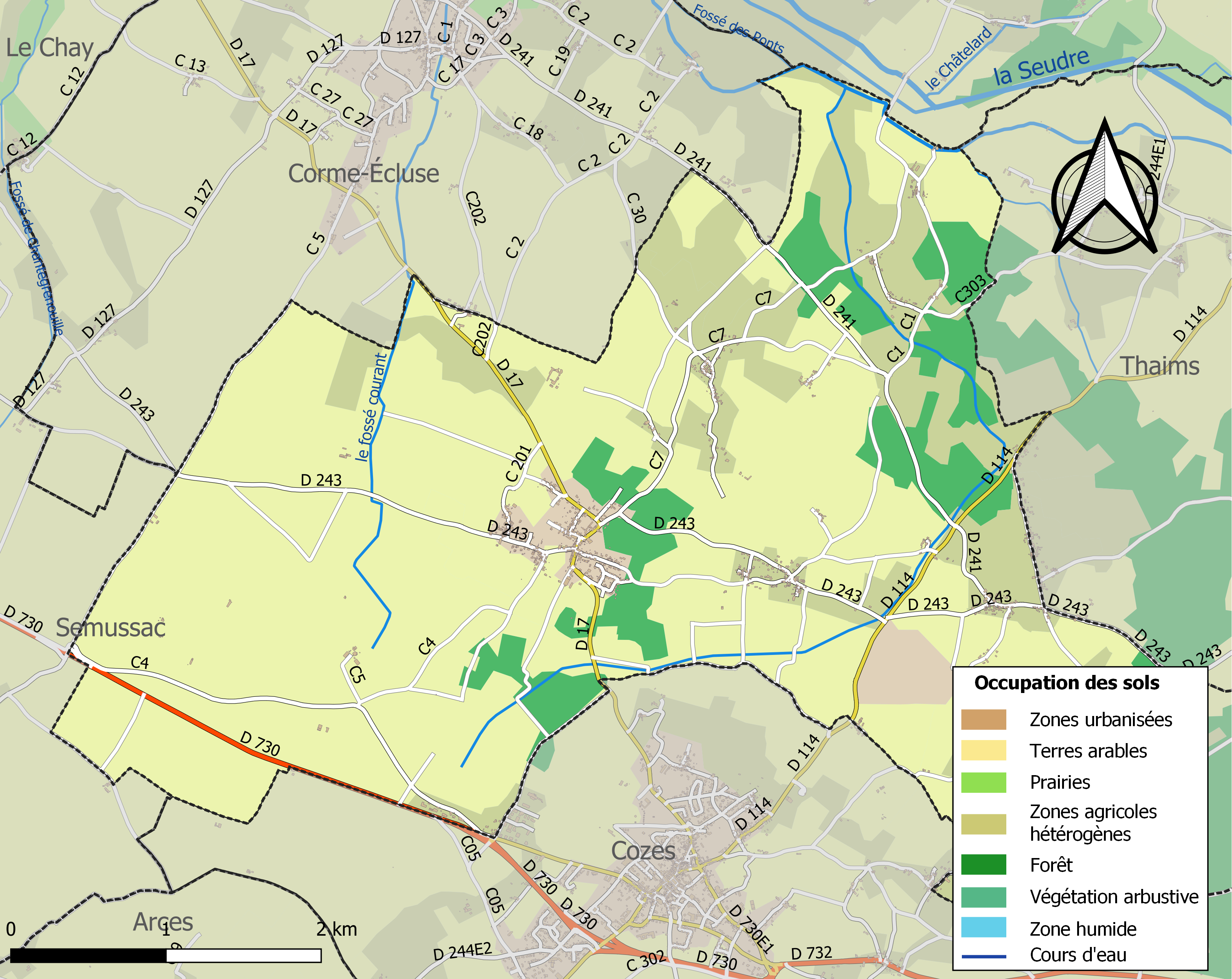

## Demografie
Onderstaande figuur toont het verloop van het inwonertal (bron: INSEE-tellingen).